# 大窩口駅
大窩口駅（だいわこうえき）は香港新界荃湾区にある香港鉄路有限公司 (MTR)荃湾線の駅である。位置が公営住宅大窩口邨の隣なので、大窩口駅という駅名がついている。

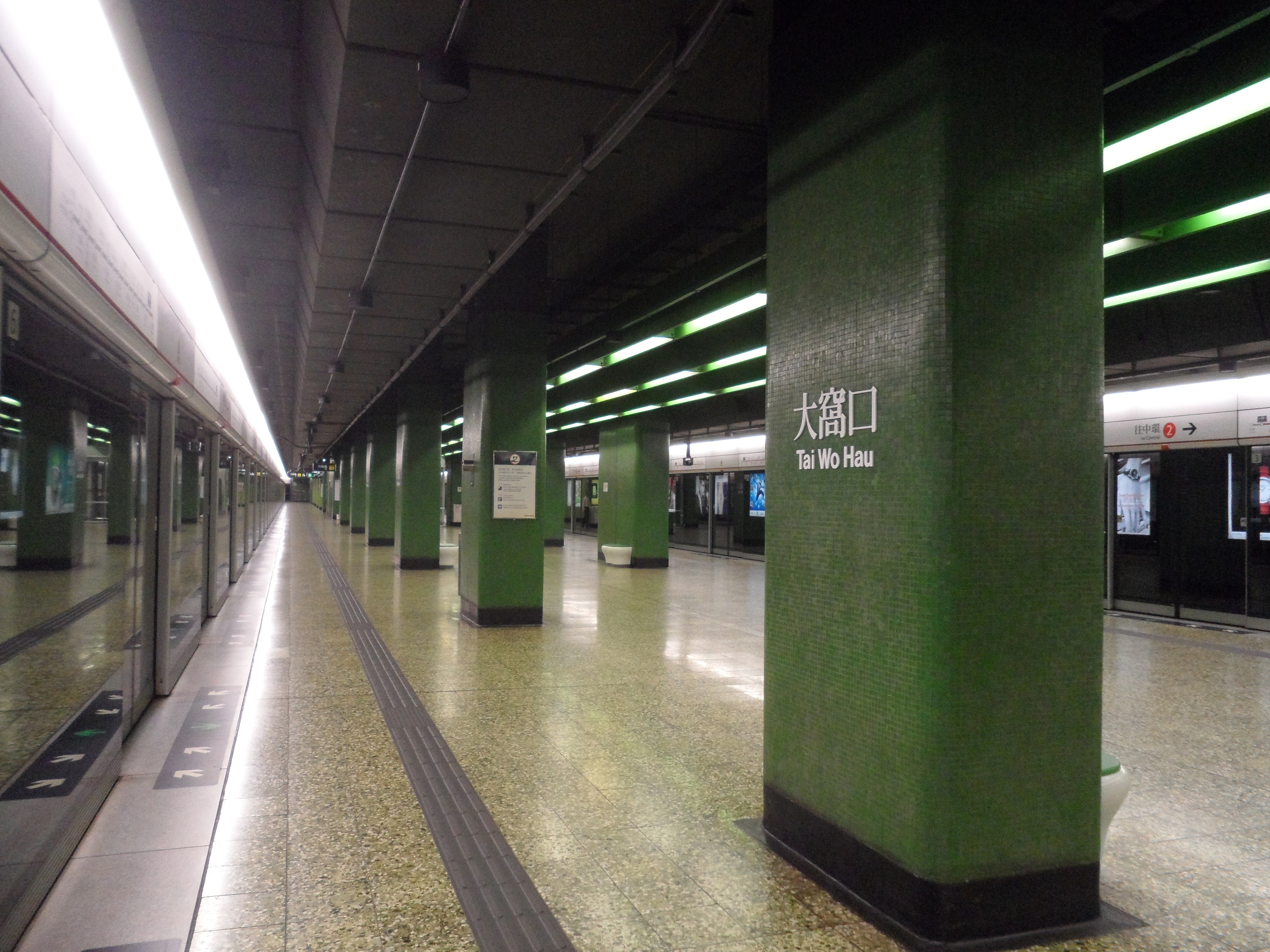
大窩口駅字样

## 駅構造
- 島式ホーム1面2線の地下駅。

### 駅階層

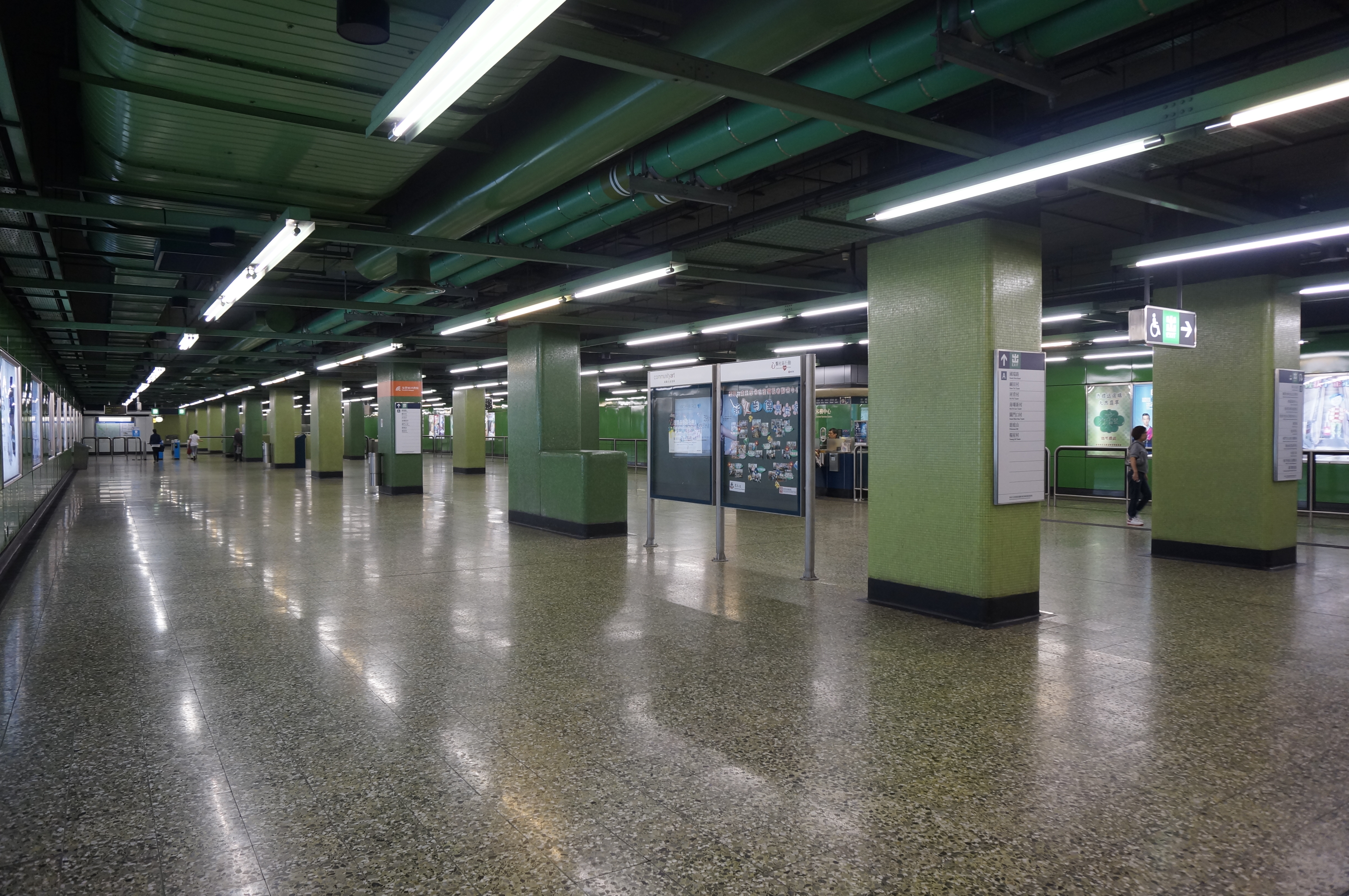
コンコース

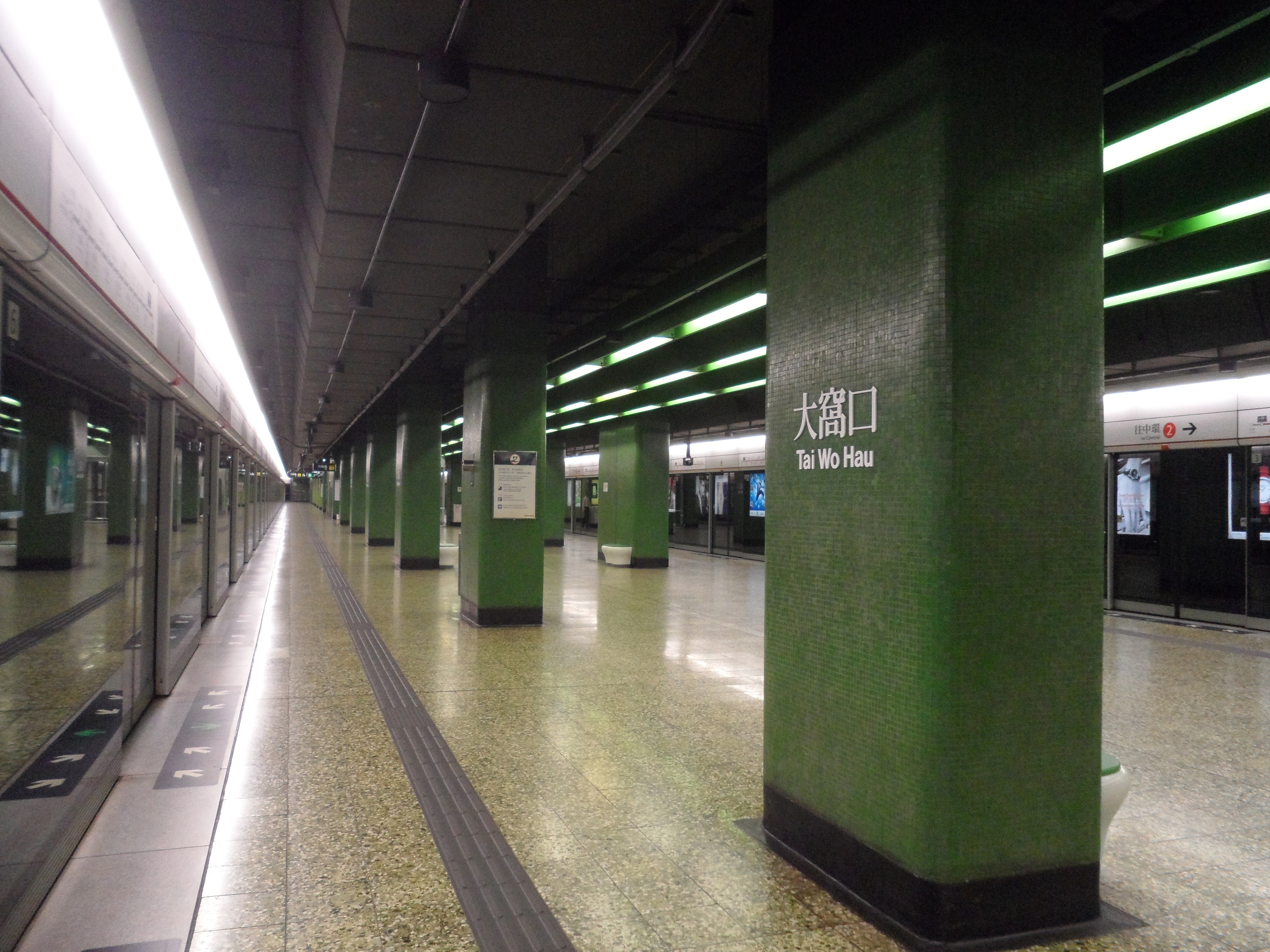
ホーム

| U1 歩道橋 | 歩道橋                     | 大窩口邨               |
| G 地面    | 地面出口                   | 出口、青山公路         |
| L1 大堂   | 大堂                       | 客務中心、車站商店     |
| L1 大堂   | 大堂                       | 自動販売機、自動櫃員機 |
| L2 ホーム | ❷番線                      | →■荃湾線中環方面→      |
| L2 ホーム | 島式ホーム、右側の扉が開く |                        |
| L2 ホーム | ❶番線                      | ←■荃湾線荃湾方面       |

## 駅周辺

### 改札階
- 美心西餅
- OK便利店

### 駅付近
- 悦来酒店
- イオン大窩口店
- 仁済医院

## 歴史
- 1982年5月10日 - 開業。

## 隣の駅
香港鉄路
■荃湾線
葵興駅 - 大窩口駅 - 荃湾駅